# Pseudanophthalmus nelsoni
Pseudanophthalmus nelsoni är en skalbaggsart som beskrevs av Barr. Pseudanophthalmus nelsoni ingår i släktet Pseudanophthalmus och familjen jordlöpare. Inga underarter finns listade i Catalogue of Life.